# بخش یوریفتسکی
بخش یوریفتسکی (به لاتین: Yuryevetsky District) یک منطقهٔ مسکونی در روسیه است که در استان ایوانوف واقع شده‌است.